# Vallentigny
Vallentigny är en kommun i departementet Aube i regionen Grand Est (tidigare regionen Champagne-Ardenne) i nordöstra Frankrike. Kommunen ligger  i kantonen Brienne-le-Château som ligger i arrondissementet Bar-sur-Aube. År 2022 hade Vallentigny 186 invånare.

## Befolkningsutveckling
Antalet invånare i kommunen Vallentigny
Referens: INSEE